# Phlebotomus mascomai
Phlebotomus mascomai är en tvåvingeart som beskrevs av Muller, Depaquit och Leger 2007. Phlebotomus mascomai ingår i släktet Phlebotomus och familjen fjärilsmyggor.
Artens utbredningsområde är Thailand. Inga underarter finns listade i Catalogue of Life.